# Herb Scheffler
Herbert Gene Scheffler, detto Herb (Springfield, 5 novembre 1917 – Springfield, 20 gennaio 2001), è stato un cestista e allenatore di pallacanestro statunitense, professionista nella NBL.

## Carriera
Giocò per una stagione nella NBL, disputando 33 partite con 3,8 punti di media.